# Хайду, Дьюла
Дью́ла Ха́йду (венг. Gyula Hajdú) — венгерский гребец-байдарочник, выступал за сборную Венгрии в конце 1970-х — середине 1980-х годов. Чемпион мира, обладатель бронзовой медали международного турнира «Дружба-84», многократный победитель регат национального значения.

## Биография
Первого серьёзного успеха на взрослом международном уровне Дьюла Хайду добился в 1978 году, когда побывал на чемпионате мира в югославском Белграде, откуда привёз награду серебряного достоинства. Выиграл её в зачёте одноместных каноэ на дистанции 500 метров — в финальном заезде пропустил вперёд только болгарина Любомира Любенова.
В 1982 году принимал участие в мировом первенстве, также прошедшем в Белграде. Вместе с напарником Яношом Шаруши Кишом в двухместной километровой дисциплине обогнал всех своих соперников и завоевал тем самым золотую медаль.
Как член венгерской национальной сборной в 1984 году Хайду должен был участвовать в летних Олимпийских играх в Лос-Анджелесе, однако страны социалистического лагеря по политическим причинам бойкотировали эти соревнования, и вместо этого он выступил на альтернативном турнире «Дружба-84» в Восточном Берлине, где тоже был успешен, в частности в паре с тем же Шаруши Кишом завоевал бронзовую медаль в программе каноэ-двоек на дистанции 500 метров — лучше него финишировали только экипажи из СССР и ГДР.